# Harry Lange (Szenenbildner)
Hans-Kurt Lange (* 7. Dezember 1930 in Eisenach, Thüringen; † 22. Mai 2008 in Oxford, England) war ein deutsch-britischer Szenenbildner.

## Leben
Lange studierte in den späten vierziger Jahren Kunst in Deutschland und wanderte 1951 nach Amerika aus. Dort diente er der US Air Force während des Koreakrieges, um Schulungsunterlagen für Flugschulen zu erstellen. 1950 war er als Abteilungsleiter bei der NASA registriert, die er 1965 wieder verließ.
1968 engagierte Stanley Kubrick ihn, um Designs für seinen Film 2001: Odyssee im Weltraum zu entwerfen. Er arbeitete fast drei Jahre an diesem Projekt und erhielt 1969 eine Oscar-Nominierung für das beste Szenenbild. Danach arbeitete für den ersten Star-Wars-Film Eine neue Hoffnung und erhielt seine zweite und letzte Oscar-Nominierung. Auch bei der Fortsetzung Das Imperium schlägt zurück aus dem Jahr 1980 zählte Lange zum kreativen Team.
Er arbeitete auch mit dem Wissenschaftler Wernher von Braun zusammen und illustrierte dessen Buch Geschichte der Raketentechnik und Raumfahrt.
2005 erlitt Lange einen Schlaganfall und starb schließlich am 22. Mai 2008. Er hinterlässt seine Frau und zwei Kinder, Eric und John. Letzterer ist Kurator an einem Museum in Oxford. Harrys Frau Daisy inspirierte auch die letzte Szene in 2001: Odyssee im Weltraum: Als der HAL 9000 startet und der Roboter Daisy, Daisy singt.

## Filmografie
- 1968: 2001: Odyssee im Weltraum (2001: A Space Odyssey)
- 1972: Geburten verboten (Z.P.G.)
- 1979: James Bond 007: Moonraker – Streng geheim (Moonraker)
- 1980: Superman II – Allein gegen alle (Superman II)
- 1980: Star Wars: Episode V – Das Imperium schlägt zurück (Star Wars: Episode V - The Empire Strikes Back)
- 1981: Der große Muppet Krimi (The Great Muppet Caper)
- 1982: Der dunkle Kristall (The Dark Crystal)
- 1983: Der Sinn des Lebens (The Meaning of Life)
- 1983: Star Wars: Episode VI – Die Rückkehr der Jedi-Ritter
- 1985: Mussolini: The Untold Story
- 1986: Hyper Sapien: People from Another Star
- 1990: Stauffenberg – Verschwörung gegen Hitler (The Plot to Kill Hitler)

## Auszeichnungen
- 1969: BAFTA Award: Auszeichnung in der Kategorie Bestes Szenenbild für 2001: Odyssee im Weltraum
- 1969: Oscar: Nominierung in der Kategorie Bestes Szenenbild für 2001: Odyssee im Weltraum
- 1981: Oscar: Nominierung in der Kategorie Bestes Szenenbild für Star Wars: Episode V – Das Imperium schlägt zurück